# Mario & Sonic at the Rio 2016 Olympic Games
Mario & Sonic at the Rio 2016 Olympic Games, a Espanya promocionat com a Mario & Sonic en los Juegos Olímpicos - Rio 2016, és un videojoc d'esports per a la Nintendo 3DS, per a la Wii U i per a màquina recreativa que uneix personatges de les sagues de Mario i Sega per participar en els Jocs Olímpics d'Estiu de 2016.

## Jugabilitat
Amb llançament confirmat per a Wii U i 3DS, aquest nou joc esportiu reuneix personatges de les sèries de Mario i de Sonic disputant gran varietat d'esdeveniments olímpics que seran ubicats a Rio de Janeiro, seu dels Jocs Olímpics d'Estiu de 2016. El joc utilitza les figures amiibo.
Mario & Sonic en los Juegos Olímpicos - Rio 2016 pot ser jugat en mode d'un jugador, i té multijugador per a fins a quatre jugadors, amb suport al recurs Modo Descarga en la versió de 3DS. Les funcionalitats online del joc permeten als jugadors pujar els seus rècords, i participar a rànquings.

### Modes
- Versió per a Nintendo 3DS:
  - Mode Història: "Al principi del joc, després que el seu Mii arribi a la ciutat olímpica, és necessari triar entre l'equip Mario o l'equip Sonic, sent que la seva tria influenciarà els tipus d'esport en què hagi d'entrenar-se i competir. Després que conclogui el mode història, pot obtenir el vestit de Mario o de Sonic per al seu Mii."[16]
  - Pocket Marathon[17] (Full Marathon al Japó): A aquesta modalitat, ha de caminar o córrer literalment 42,195 km per concloure una marató, deixant la seva 3DS en mode d'espera, o portant-se-la per passejar al món real. Cada passa feta al món real correspon a un metre del joc, és a dir, haurà de caminar 42.195 passos per arribar al final de la marató. A mesura que progressi en aquest mode, seran alliberats diversos vestits per a millorar el rendiment del seu Mii. En cas que es trobi amb altres jugadors de 3DS durant la seva caminada, altres Mii poden ser afegits al mode "Full Marathon" a través de la funcionalitat StreetPass et poden donar un cop de mà.[16]
  - Road to Rio 2016[17] (Champions Road al Japó): El jugador pot entrenar el seu Mii perquè pugui sortir ben parat als esdeveniments esportius del joc. Entrenant-se a la "Champions Road", pot guanyar Training Points (TP), que en ser acumulats faran que el seu Mii augmenti de nivell i pugui utilitzar millors equipaments (incloent un pal de golf Chain Chomp, per exemple). És possible vestir el seu Mii amb més de 270 vestits diferents (incloent personatges Nintendo, sambista, pirata i fins i tot un uniforme brasiler). Pot adquirir nous vestits i equipaments a botigues dins el joc utilitzant Apples (pomes) i Melons (melons) com "monedes", caminant un cert nombre de passos al mode "Full Marathon" o completant desafiaments bonus.[16]
- Versió per a Wii U:
  - Duel Events, en què els jugadors poden triar només entre tres esports en concret: rugby sevens, futbol o vòlei platja. Durant les disputes, és possible utilitzar ítems com Bullet Bill o Chaos Emerald, i acertant els oponents amb atacs directes o ítems es guanyen "Duel Points", però només es poden afegir al marcador després de marcar un gol o en un punt (depenent de l'esport).[15]
  - Heroes Showdown, per activar-lo, s'ha de, o bé aconseguir el primer lloc a tots els esdeveniments del mode d'un jugador, o guanyar més de set cops la medalla de bronze als tornejos. A Heroes Showdown, l'objectiu és juntar l'equip Mario o l'equip Sonic per disputar partides d'eliminació; els esdeveniments esportius són triats aleatòriament per la CPU, i al final de cada partida un personatge de l'equip perdedor és eliminat de la competició. Vencent a les partides, s'alliberen vestits per millorar atributs dels Mii, en un total de 400 peces diferents, que van de peces de Carnestoltes a vestits de personatges.[15]
  - Rio Beach, una àrea que serveix com a portal d'energia per als modes de joc, i té lloc a la platja de Copacabana, de Rio de Janeiro. És possible veure-hi una desfilada de Carnaval amb carrosses alegòriques i personatges de les sèries Mario i Sonic, a més de competir contra altres Mii en Tornejos Olímpics. Val tenir en compte que aquest joc no permet disputar partides multijugador online.[18] Quan s'acabin les partides, els esportistes Miis derrotats apareixen a la platja, que s'omple cada vegada més conforme avanci al joc.[19]
  - Avançant al joc, s'habiliten nous modes de joc (incloent un multijugador local i l'inèdit Heroes Showdown), i també una àrea de compres, on es compren càpsules gashapon com les Coins i Rings aconseguides a les competicions. Les botigues venen diversos tipus d'ítems diferents: vestits i equipaments per a Miis, estampats per a Miiverse i remixes de sintonies de les franquícies Mario i Sonic. Les sintonies comprades a les botigues del joc poden ser utilitzades pels jugadors en qualsevol esdeveniment esportiu.[19]
  - És possible disputar Ghost Matches, enfrontant els fantasmes que són a dalt de tot del rànquing de medalles o del mateix nivell que es guanya en tres esports diferents: cursa de 100 metres, 4x100 metres i natació.[19]

### Esports
El joc porta catorze modalitats esportives olímpiques, i cadascuna d'elles porta una versió "Plus Event", amb objectius diferenciats.
| Versió 3DS | Versió Wii U |
| --- | --- |
| 100m llisos, 110 metres amb obstacles, salt de longitud, llançament de javelina, 100 metres freestyle, tir amb arc, boxa, tennis taula, vòlei platja, hípica, gimnàstica rítmica, ciclisme, natació, golf, futbol. Mode història: al d'en Mario tenim 10 metres amb obstacles, vòlei platja i acadèmia d'entrenament de Peach; i per al d'en Sonic tenim 100 metres, tennis taula i acadèmia d'entrenament d'Amy. Dream Events: versions especials de golf, ciclisme, tenis de taula (encertar números), 100 metres freestyle (natació) i 100 metres amb obstacles. | Futbol, 100m llisos, gimnàstica rítmica, natació freestyle 100m, rugbi de 7, futbol americà, tennis taula, vòlei platja, ciclisme, tir amb arc, boxa, 4x100 metres, salt triple, llançament de dards, tir amb arc i hípica/salts. |

A la versió de Wii U, cada esport té una missió especial extra, com fer un determinat nombre de punts o jugar sota regles diferenciades, per exemple. Concloent aquestes missions es reben vestits per al seu Mii esportista basats en personatges Mario o Sonic. Parlant d'això, hi ha 406 vestits diferents per aconseguir al joc.

### Personatges
| Equip Mario | Equip Sonic | Mixtes |
| --- | --- | ------ |
| Mario, Princesa Peach, Luigi, Princesa Daisy, Birdo*/**, Bowsy, Bowser, Donkey Kong, Yoshi, Wario, Waluigi, Diddy Kong*, Huesitos*/**, Ludwig von Koopa*/**, Caco Gazapo*, Estela*, Dry Bowser*, Roy Koopa*, Larry Koopa*, Wendy O. Koopa*, Toad*/***, Boom Boom*/***. | Sonic the Hedgehog, Miles "Tails" Prower, Amy Rose, Knuckles the Echidna, Cream the Rabbit*, Vector the Crocodile, Espio the Chameleon*, Blaze the Cat, Metal Sonic, Silver the Hedgehog, Shadow the Hedgehog, E-123 Omega*/**, Dr. Eggman, Dr. Eggman Nega*/**, Wave the Swallow*, Sticks the Badger*, Jet the Hawk*, Zavok*, Zazz* i Rouge the Bat*. | Mii    |
| *Personatge que s'estrena a la sèrie. **Exclusiu de la versió de 3DS. ***Exclusiu de la versió de Wii U. | |        |

Els personatges exclusius de certs esports són: Diddy Kong (rugby de set), Caco Gazapo (100m), Wendy (natació freestyle 100m), Larry (hípica/salts), Estela (gimnàstica rítmica), Toad (4x100 metres) i Dry Bowser (llançament de dard); Jet (futbol), Rouge (vòlei platja), Wave (ciclisme), Espio (salt triple), Zvok (boxa), Sticks (tir amb arc) i Zazz (tenis taula).

### Compatibilitat amb amiibo
La versió per a 3DS és compatible amb les figures amiibo, concretament les de Mario, Sonic i Dr. Mario (sèrie Super Smash Bros.), Mario i Gold Mario (sèrie Super Mario) i Classic Colours Mario i Modern Colours Mario (Super Mario Bros. 30th Anniversary). Aquests amiibo poden ser utilitzats per augmentar els atributs del seu Mii amb nous vestits, però hi ha un important detall a ser considerat: només es pot utilitzar cada figura amiibo per 24 hores.
Mario & Sonic en los Juegos Olímpicos - Rio 2016 per a Wii U és compatible amb totes les figures amiibo ja llançades, però només les de Mario i Sonic alliberen quelcom especial. La de Mario desbloqueja la "Mario League", on el seu Mii ha de competir contra els personatges Mario a una sèrie d'esdeveniments, on es guanya un vestit de Mario si al final resultes victoriós. La de Sonic és el mateix excepte que se substitueix "Mario" per "Sonic". Amb els altres amiibo es guanyen Coins o Rings que poden ser utilitzats per adquirir vestits addicionals per al seu Mii a la botiga "Item Stand".

## Arcade Edition
Mario & Sonic en los Juegos Olímpicos - Rio 2016 Edition era una versió per a màquina recreativa del joc. Els jugadors japonesos podien provar-la 17 de juliol de 2015, als locals Club SEGA Akihabara i SEGA World Kasai, fins al 20 de juliol. El lloc web 4Gamer va penjar més informació sobre l'edició. Del 16 al 20 de novembre també va estar disponible una demo a la fira IAAPA 2015.
El 24 de juliol de 2015 Sega va anunciar que la versió final sortiria a la primavera de 2016 al Japó i a Amèrica del Nord entre el gener i el febrer de 2016. Tot i així, va acabar sortint el 25 de febrer de 2016 en dues edicions: un que suporta fins a quatre jugadors i porta mini-pantalles i mini-càmeres, i l'altra amb suport de dos jugadors i es pot jugar amb les minipantalles o sense.
Cada màquina ofereix una plataforma amb un espai adequat per als peus, que funciona de manera similar al perifèric Wii Balance Board. Els gabinets també venen amb rails laterals per donar suport a les mans i mantenir l'equilibri durant certes proves. Els controls del panell porta dos grans palanques d'arcade vermells, amb un botó de color blau clar incrustat en cada porció com Inici. Crèdit per jugar el joc de la versió demo costa 200 iens, i permet jugar tres esports diferents; el resultat de l'actuació del jugador s'anunci al final de la sessió. És possible jugar en mode multijugador local amb fins a quatre jugadors al mateix temps (en la versió final de l'arcade); si els jugadors trien diferents esports, la màquina decidirà un esdeveniment aleatori.
Els personatges són: Mario, Luigi, Peach, Yoshi, Bowser, Bowsy, Donkey Kong, Daisy, Wario, Waluigi, Sonic, Tails, Amy Rose, Knuckles, Eggman, Shadow, Blaze, Silver, Megal Sonic i Vector. Els esdeveniments esportius són: cursa de 100m (Sonic), llançament de dards (Knuckles), llançament de martell (Bowser), tir amb arc (Eggman), cursa de 110m amb obstacles (Yoshi), natació 100m (Amy Rose), gimnàstica rítmica (Peach), salt en distància (Mario), trampolí (Tails) i cursa de 100m amb rotació (Luigi i Tails).

## Desenvolupament
Mario & Sonic at the Rio 2016 Olympic Games va ser anunciat per a Wii U i Nintendo 3DS el Nintendo Direct del 31 de maig de 2015 dirigit al mercat japonès. Un dia després es va confirmar per a Amèrica del Nord (Nintendo Direct Micro) i per a Europa (notícia al seu lloc oficial).
El 7 de juny de 2015 es filtren imatges pertanyents a la versió de Wii U del blog oficial dels Jocs Olímpics del 2016.
La botiga Gamefly, coneguda per filtrar rumors certs, va assegurar que a Amèrica del Nord el joc seria publicat per Nintendo, que la versió de 3DS sortirà el 31 de desembre de 2016 i que la de Wii U sortirà TBD.
A l'E³ 2015, el 15 de juny, es va confirmar que sortiria el 2016. També s'hi va publicar la caràtula europea provisional, que revela l'ús dels amiibo.
A les pàgines de Nintendo of Europe dels jocs, a data de 18 de juny, es mostra que tant les versions de Wii U com de 3DS seran llançades en format físic el 2016, però la versió digital de la de Wii U serà llançada el 9 d'agost de 2016, quelcom incomprensible ja que els jocs d'aquesta sèrie acostumen a sortir abans que tinguin lloc els Jocs Olímpics, no quan ja s'estan duent a terme. A més, a la pàgina de Propers jocs continua apareixent amb la data de TBD, però es va canviar a 2016. El 14 de novembre de 2015, en un Nintendo Direct, la versió de 3DS es va confirmar per a llançar-se el 18 de febrer de 2016 al Japó.
Té versió per a màquina recreativa al Japó.
Nintendo of Japan va alliberar el 28 de desembre de 2015 un nou i llarg tràiler de Mario & Sonic en los Juegos Olímpicos - Rio 2016 per a Nintendo 3DS, oferint una visió ogeneral dels modes de joc, personatges jugables, esdeveniments esportius, Dream Events (esdeveniments temàtics de les sèries Mario i Sonic), i com les figures amiibo compatibles són utilitzades al joc. També s'hi va inaugurar el web oficial japonès del joc, i que és plena de noves informacions sobre el joc, incloent la seva història, el mode Champions Road, i també el curiós món Full Marathon.
El 12 de gener Nintendo of America va anunciar que la versió de 3DS sortiria el 18 de març de 2016. El 13 de gener es van publicar noves imatges relacionades amb el joc. El 21 de gener es va publicar la caràtula nord-americana definitiva del joc, i revela que l'ESRB li ha donat la qualificació de no recomanat per a menors de 10 anys (Everyone+10). La versió de Wii U al principi va rebre la qualificació d'E, però al seu llançament va ser E+10 també argumentant violència lleu de dibuixos animats, com en la versió de 3DS.
Amb la publicació d'un parell d'anuncis publicitaris japonesos, es va oficialitzar que estava disponible la pre-descàrrega del joc a la eShop japonesa.
El 10 de febrer es va públic amb un missatge oficial a Twitter que el 8 d'abril de 2016 sortirà en format físic i digital la versió de 3DS a Europa. A Austràlia i Nova Zelanda sortirà un dia més tard. A una fira nord-americana de joguines es va ensenyar un fulletó que indicava que la versió de Wii U del joc havia de sortir a Amèrica del Nord el juny. El joc va sortir al Brasil simultàniament que a Amèrica del Nord. La versió per a 3DS va acabar sortint a Corea del Sud el 23 de juny.
Al Nintendo Direct del 3 de març, es fa públic que la versió de Wii U sortiria el 23 de juny al Japó i el 24 a Amèrica del Nord i Europa. El joc també va acabar sortint al Brasil el 24 de juny i a Australàsia un dia després. La versió de Wii U va sortir també en un pack incloent dos Wii Remotes de colors vermell i blanc respectivament.
El 12 de març va sortir el lloc web nord-americà oficial, i uns dies abans, l'europeu. El 29 de març es dona a conèixer que l'estudi japonès Arzest va col·laborar amb la versió de 3DS del joc. A principis de maig es van fer públiques moltes informacions sobre la versió de Wii U.

## Recepció

### Crítica

#### Nintendo 3DS
La popular revista japonesa Famitsu li va donar a la versió de 3DS 18; és 9/8/8/8, una mitjana de 33/40 punts, mentre que Mario & Sonic at the London 2012 Olympic Games va rebre un 31/40 (Wii) i un 34/40 (3DS) i Mario & Sonic at the Sochi 2014 Olympic Winter Games (Wii U), 34/40. El joc té una mitjana de 60 a Metacritic i 54,00% a GameRankings.
Amb la nota més alta recopilada a Metacritic, el web alemany 4Players li dona un 73%, dient que, per desgràcia, només hi ha catorze disciplines, però que porten alguna diversió. La revista espanyola Hobby Consolas, amb un 70, diu que no és el millor joc d'esports per a 3DS, però és ple de contingut amb algunes idees interessants. Amb un 7,0, el web neerlandès XGN diu que Mario & Sonic en los Juegos Olímpicos - Rio 2016 és un divertit joc que posa un somriure a la cara, però no gaire, perquè l'únic que s'ha de fer és esperar la diversió que es rebrà. Amb un 6,5, el web espanyol 3DJuegos considera que té alguns moments de diversió, però molts dels minijocs no tenen gaire profunditat. Amb un 6 de 10, Nintendo World Report diu que el joc no és més que bo. El portuguès FNintendo, amb un 6, diu: "El joc s'apropa massa a la fórmula de la sèrie, el que significa que és molt proper a jocs semblants ja disponibles a la 3DS. Mentre té els seus moments puntuals de diversió, molts dels minijocs són tous i no gaire profunds ni pels jugadors que volen quelcom més que competir. Aquest és un joc adreçat només a aquells que saben exactament què estan esperant."
Amb un 5/10, el web britànic Nintendo Life diu que "no és exactament un mal joc, especialment si li han agradat anteriors entregues de la sèrie, però podria ser molt més." Amb la mateixa nota, Nintendo Enthusiast diu que res sobre el joc és realment satisfactori, res del joc s'aguanta, i la tria dels dissenys pobres i ganduls el fan més un "cash-grab" [llançament innecessari només per vendre] que una experiència plena. Amb 4,6 estrelles de 10, Digital Chumps diu que "en definitiva, Mario & Sonic en los Juegos Olímpicos - Rio 2016 sembla molts dels jocs basats en esdeveniments que venien abans: plens d'esdeveniments, però pobre en substància. La manca d'un multijugador online, i la impossibilitat de jugar amb qualsevol personatge Mario o Sonic en qualsevol esdeveniment fa aquesta entrega de Mario & Sonic un avorriment." Amb un 4/10, el britànic Metro GameCentral diu que és un farratge acceptable per a nens que demanin, però perdre un crossover èpic en un esdeveniment que no és un joc mai ha semblat tan pervers". Finalment, LazyGamer li posa la mateixa nota, considerant-lo "una col·lecció imprecisa d'un munt de minijocs precipitadament empedrats", i dient que "hi ha una diversió fugaç, però moltes de les seves disciplines esportives són un exercici de treball penós repetitiu".

#### Wii U
La popular revista japonesa Famitsu li va donar a la versió de Wii U una mitjana de 30/40 punts, basada en 8/7/7/8, tenint en compte que la versió de 3DS va rebre 33 punts i Mario & Sonic at the Sochi 2014 Olympic Winter Games, l'edició anterior de la sèrie llançada per a Wii U, 34 punts. El joc té una mitjana de 66 a Metacritic i 58,33% a GameRankings.
3DJuegos li va donar al joc un 7,5, dient que "Mario i Sonic marca un nou rècord a la Wii U i reben una medalla de plata", i que "té alguns problemes, relacionats amb la manca de desafiament i ritme a la jugabilitat, però és igualment un bon joc olímpic", pel que "no haurà d'esperar quatre anys més". MeriStation li dona la mateixa nota: "Mario & Sonic tornen als bàsics en aquesta nova entrega de la franquícia de llarga durada. Ara només uns quants botons serveixen per a tots els esports, en una manera que recorden clarament a la jugabilitat d'antics títols de màquines recreatives de Sega com Virtua Athlete. A més, el nou "Dual Events" afegeix ítems aleatoris, típics a la franquícia Mario, a tres esports per afegir més aproximació de festa. No obstant, hauria d'incloure alguns esports i escenaris més per on competir, pel que és curt en aquest aspecte."
Vandal Online li dona un 7, dient que "no és el joc definitiu basat en els Jocs Olímpics, però és un pas endavant des de l'entrega anterior", i que "una certa quantitat d'esports i una jugabilitat suficientment sòlida que realment es pot disfrutar amb amics és probablement tot el que demanem, i tot ho hem rebut". Amb la mateixa nota, IGN Espanya diu que "un interessant però pot profund joc de festes que intenta entreteniment durant poc temps, però falla en oferir una jugabilitat o suficient varietat per una partida llarga". També amb la mateixa nota, Nintendo World Report ens explica: "Al final del dia, vaig disfrutar tot el que el joc va provar de donar-me. Mentre que la limitada quantitat d'esdeveniments són el pitjor fet aquí, vaig passar-m'ho bé jugant-hi sol o amb amics. Van trobar maneres úniques de representar els esdeveniments, que és el que importa al final del dia. Espero que la majoria es decepcionaran per la manca de tocs específics de Mario i Sonic, el que està totalment justificat."
Amb un 6,3, el web italià The Games Machine diu que "aquest és probablment l'últim capítol de la sèrie Olympics a Wii U, i ve empaquetada amb un munt de minijocs reutilitzats i ocasions nombroses per passar-s'ho bé amb amics i família", i que "no jugarà gaire més després que la febre olímpica acabi, però". Amb un 6/10, el web TheSixthAxis diu que "és una sòlida entrega a la sèrie que proporcionaran alguna diversió multijugador no demanada, així com una petita diversió d'un jugador", i que "no obstant, fa alguns excessius passos erronis, des de la manca d'online a alguns esdeveniments que no arriben a allò demanat, per desgràcia acabant-ho abans de ser aclaparadorament mitjà". El web neerlandès XGN rep un 5/10, dient que és "decepcionant a la Wii U", "el joc és repetitiu, té pocs desafiaments i no té un mode d'un jugador".

### Vendes
La versió per a 3DS va ser la desena més venuda el 24 de febrer de 2016 a la eShop de 3DS japonesa. Del 15 al 21 va ser el cinquè videojoc més venut al Japó amb 41.736 unitats. Del 22 al 28 va ser el sisè més venut amb 22.032 unitats. Del 29 al 3 de març va ser cinquè venent 18.391 unitats. Del 7 al 13 va ser el vuitè joc més venut al Japó amb 13.408 unitats. Del 14 al 20 de març va ser quart venent 12.078. Del 21 al 27 va ser onzè venent 11.543. Del 28 al 3 d'abril va ser setè venent 10.294. Del 4 al 10 va ser desè venent 6.666. De l'11 al 17 va ser desè amb 4.388. Del 25 a l'1 va ser desè amb 4.956. Del 2 al 8 va ser desè amb 7.040. Del 9 al 15 va ser setzè amb 2.417. Del 16 al 22 va ser dinovè amb 2.319 i 161.048 en total. Va ser el sisè joc més venut dels de 3DS el 9 d'abril al Regne Unit.
La versió de Wii U va ser la segona més descarregada a la eShop japonesa de la plataforma el 29 de juny de 2016, el quart el 6 de juliol i el tercer el 17 de juliol. Del 20 al 26 de juny va ser el quart videojoc més venut a la regió amb 18.276 unitats. Del 27 de juny al 3 de juliol va ser quart amb 10.679 unitats i 28.956 en total. Va ser el segon videojoc de Wii U més venut al Regne Unit el 2 de juliol. Va ser el cinquè joc més descarregat a la eShop americana de Wii U el 8 de juliol i el novè el 15 de juliol.

### Màrqueting
Qui va reservar la versió de 3DS a certes botigues d'Espanya tenia la possibilitat de rebre un set d'imans de nevera temàtics. Qui la va reservar a la botiga online britànica de Nintendo tenia dret a una rèplica de la gorra d'en Mario. La mateixa oferta es va repetir quan es va obrir la reserva de la versió de Wii U.
Nintendo of America va crear una sèrie de vídeos al seu canal de YouTube a mitjans de març de 2016 ensenyant com Mario i Sonic s'entrenaven.
La versió de Wii U va ser breument promocionada al compte Line oficial de Nintendo of Japan.
Nintendo of America va fer públics quatre consells sobre la versió de Wii U al seu portal Play Nintendo.